# ラーム・シング (マールワール王)
ラーム・シング（Ram Singh, 1730年7月30日 - 1772年9月）は、北インドのラージャスターン地方、マールワール王国の君主（在位：1749年 - 1751年、1753年 - 1772年）。

## 生涯
1702年11月7日、ラーム・シングはマールワール王国の君主アバイ・シングの息子として、ジョードプルで誕生した。
1749年6月18日、父アバイ・シングが死ぬと、ラーム・シングが王位を継承した。
だが、1750年11月27日にラーム・シングは叔父バクト・シングに戦いで敗れ、1751年7月8日にバクト・シングが王位を宣した。ラーム・シングはジョードプルから追放され、ジャイプルへと亡命した。
1752年9月21日、バクト・シングが死ぬとその息子のヴィジャイ・シングが王位を継承したが、1753年にラーム・シングは王位を奪還した。
1772年9月、ラーム・シングはジャイプルで死亡した。